# Angkor Vat
Angkor Vat (khmersky: ប្រាសាទអង្គរវត្ត; v dévanágarí: आंग्कोर वाट) je chrám nacházející se v Angkoru v Kambodži. Byl postaven počátkem 12. století pro krále Súrjavarmana II. jako královský chrám a hlavní město. Angkor Vat je největším a nejlépe zachovalým chrámem celé oblasti a jako jediný zůstal významným náboženským centrem od svého založení – nejprve hinduistickým, poté buddhistickým. Chrám je vrcholným příkladem khmerské architektury, stal se symbolem Kambodže a je zobrazen na její státní vlajce. Se svou celkovou výměrou kolem 1 km² je navíc považován za nejrozlehlejší náboženský komplex na světě.
Angkor Vat spojuje dva základní plány khmerské architektury, chrámový vrch a chrám s galeriemi. Má představovat mytickou horu Méru, což je v hinduistické mytologii domov bohů. Uvnitř chrámového příkopu a vnější zdi dlouhé 3,6 km jsou tři pravoúhlé galerie, každá vyvýšená nad tou předchozí. Uprostřed chrámu stojí pět věží rozestavených do tvaru pětky na hrací kostce. Na rozdíl od většiny chrámů v Angkoru je Angkor Vat obrácen na západ, přičemž existují různé názory na důvod tohoto směrování. Chrám je obdivován nejen pro svou majestátnost a harmonickou architekturu, ale také pro rozsáhlé basreliéfy a zobrazení dévatů, která zdobí jeho zdi.
Novodobého jména Angkor Vat se užívá od 16. století a lze jej přeložit jako „městský chrám“: Angkor je formou slova nokor, které pochází ze sanskrtského slova nogor (hlavní), slovo „wat“ znamená v khmerském jazyce chrám. V dřívějším období byl Angkor Vat znám jako „Preah Višnulóka“, což byl posmrtný titul jeho zakladatele, Súrjavarmana II.

## Historie

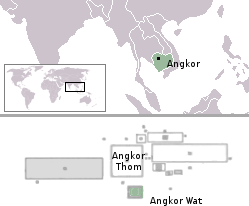
Angkor Vat je nejjižnějším chrámem celého komplexu Angkor

Angkor Vat leží 5,5 km severně od moderního města Siem Reap, nedaleko bývalého hlavního města Angkor Thom a tvoří důležitou součást starobylých památek na území Kambodže.
Prvotní stavební práce na chrámu, který byl původně zasvěcen Višnuovi, započaly v první polovině 12. století během vlády Súrjavarmana II. (vládl 1113–1150). Jelikož nebyla nalezena zakládací stéla ani žádné dobové zápisy, které by o chrámu vypovídaly, představuje jeho prapůvodní jméno velkou neznámou. Předpokládá se však, že mohl být znám jako „Preah Višnulóka“, podle tehdejšího hlavního božstva. Práce na stavbě chrámu pravděpodobně skončily společně se smrtí panovníka, přičemž některé části reliéfní výzdoby zůstaly nedokončeny. Roku 1177 došlo k vyplenění Angkor Vatu Čamy, tradičními nepřáteli Khmerů. Khmerská říše byla později obnovena novým vládcem Džajavarmanem VII., který založil několik kilometrů směrem na sever nové hlavní město Angkor Thom a nový chrám Bayon.
V průběhu 14. či 15. století byl chrám upraven pro účely théravadového buddhismu, kterému slouží až do současnosti. Angkor Vat je v rámci oblasti Angkor zvláštní především tím, že i přes jisté zanedbávání nikdy zcela nezpustl, mimo jiné díky vodnímu příkopu, který jej uchránil od pohlcení okolní džunglí.
Jedním z prvních západních návštěvníků, kteří spatřili Angkor Vat, byl portugalský misionář Antonio da Magdalena, který jej navštívil roku 1586. Uchvácen tímto místem si poznamenal, že: „je to naprosto mimořádná stavba nepopsatelná perem, kterou nelze přirovnat k žádné stavbě jinde ve světě.“ I přesto je však Angkor Vat v západní literatuře zmíněn až teprve v 19. století, a to pouze jako poznámka v publikaci francouzského cestovatele Henriho Mouhota, který si zapsal:
„Jeden z těch chrámů, měřitelný s chrámem krále Šalomouna, postavený asi nějakým starověkým Michelangelem, by klidně mohl zaujmout čestné místo po boku našich nejkrásnějších staveb. Je to něco daleko většího než všechno, co nám po sobě zanechali starověcí Řekové či Římané a představuje to smutný kontrast k době barbarismu, kterým je nyní náš národ zmítán.“

Angkor Vat na kambodžské vlajce

Mouhot, podobně jako jiní západní cestovatelé, nebyl ochoten uvěřit, že by Khmerové byli schopni něco takového postavit, a proto počátky Angkor Vatu chybně datoval do období starověkého Říma. Skutečná historie Angkor Vatu byla odhalena teprve až spolu s archeologickými pracemi v rámci celé angkorské oblasti. Během těchto prací bylo především nutné odstranit nahromaděnou vrstvu zeminy a rostlinného porostu. Během občanské války a vlády Rudých Khmerů v období 70. a 80. let 20. století byly práce na určitou dobu přerušeny, avšak bez závažnějších důsledků, na rozdíl od destrukce některých relativně mladších památek.
Chrám Angkor Vat se stal symbolem Kambodže a je zobrazen na všech kambodžských vlajkách počínaje rokem 1863.
Hlubší interpretaci významu Angkor Vatu poskytla Eleanor Mannikkaová. Soudě podle celkového uspořádání reliéfů a jejich obsahu se domnívá, že mají symbolizovat nástup doby míru za vlády krále Súrjavarmana II. a uvádí, že „solární a měsíční cyklus znázorněný v posvátných prostorách chrámu mají zvěčnit čest a sílu krále a manifestovat nebeský klid.“ Úsudek Mannikkaové však byl ve vědeckých kruzích přijat s jistým skepticismem. Distancuje se navíc od většiny názorů svých kolegů, jako např. Grahama Hancocka, který se domnívá, že Angkor Vat má znázorňovat souhvězdí Draka.

## Architektura

### Umístění a stavba

Schematická mapa Angkor Vatu

Angkor Vat je unikátní kombinací chrámové hory, standardního designu královských paláců a vlivů z oblastí indické Urísy a Tamilnádu. Chrám má představovat posvátnou hinduistickou horu Méru, domov bohů. Pět věží Quincunx symbolizuje posvátnou horu a okolní vrcholky, obvodové zdi a vodní příkop znázorňují pohoří a oceán. Právo přístupu do nejvyšších pater náleželo pouze vybraným osobám, přičemž prostý lid směl vstoupit pouze do nejnižšího.
Na rozdíl od ostatních khmerských staveb je Angkor Vat orientován především směrem na západ, což některé odborníky vedlo k domněnce, že byl tento chrám zamýšlen jako hrobka krále Súrjavarmana.
Tomuto účelu napovídá i bližší průzkum nástěnných reliéfů, které jsou sestaveny proti směru hodinových ručiček. Bráhmanské rituály se totiž během pohřebního obřadu provádějí ve zpětném pořadí. Britský archeolog Charles Higham navíc popisuje nález schrány v centrální věži, která mohla sloužit jako pohřební urna. Podle Freemana a Jacquese se ovšem ostatní chrámy oblasti Angkor ve svém směrování též odlišují od „normálu“ a tento fakt v případě Angkor Vatu vysvětlují jeho zasvěcením bohu Višnuovi, který je tradičně spojován se západem.

### Architektonický styl

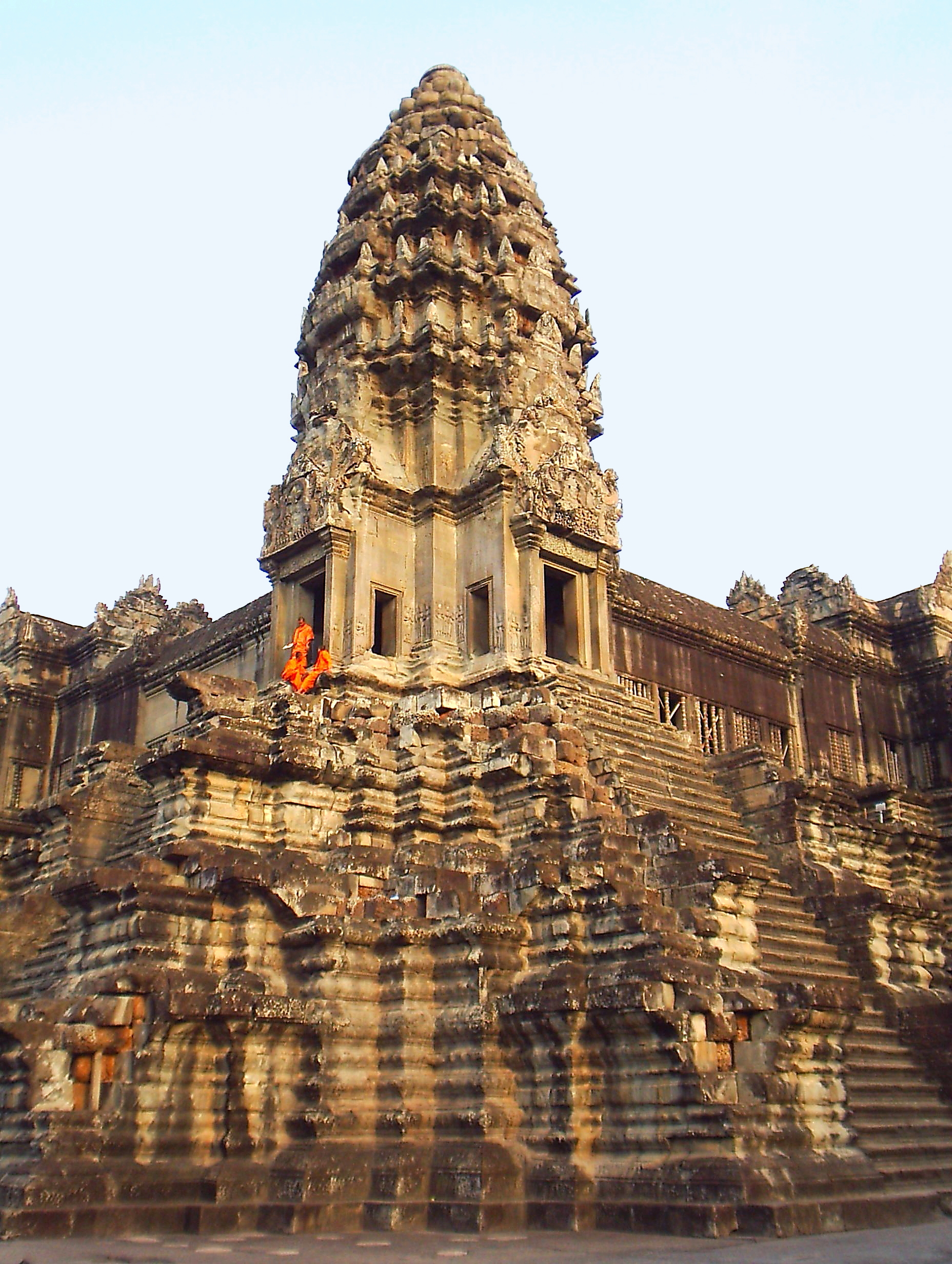
Severozápadní věž při západu slunce

Angkor Vat je jedním z nejlepších příkladů khmerského stavebního stylu – stylu Angkor Vat, který byl pojmenován podle této stavby. Počínaje 12. stoletím uměli khmerští stavitelé používat jako stavební materiál pískovec a cihlu. Většina viditelných ploch chrámu je zbudována z pískovce, obvodové zdi a skryté struktury jsou z cihel. Zatím se stále neví, jaká sloučenina byla použita jako pojivo, odhaduje se však, že se jednalo o látku na bázi hydroxidu vápenatého.
Angkor Vat je ceněn především pro svou harmonii designu, která byla srovnávána se stavbami starověkého Říma a Řecka. Podle Maurice Glaize, restaurátora pracujícího na opravách Angkor Vatu v polovině 20. století, tato stavba svou monumentalitou, svými dokonale vyváženými detaily a proporcemi dosahuje takřka antické krásy. Je to dílo síly, jednoty a stylu.
Typickými prvky tohoto stavebního stylu jsou lomené oblouky, věže „ozubené“ jako květy lotosů, honosné chodby postupně se rozšiřující do výstavních průchodů, pavilony sestavené do tvaru kříže lemující celou hlavní osu chrámu; dále jsou to nástěnné reliéfy znázorňující božstva a frontony zobrazující různé výpravné scény. Sochy v Angkor Vatu jsou považovány za konzervativní, více statické a mnohem méně honosné než tomu bylo v dřívějších dobách. Mnohé další prvky byly zničeny rabováním a také vlivem času, jako např. pozlacené prvky na věžích, sochách a reliéfech, dále také zdobné dřevěné panely na stropech a dveřích.
Období stylu Angkor Vat bylo následováno obdobím Bayon, během něhož však často kvantita byla upřednostňována na úkor kvality. Mezi chrámy představující styl Angkor patří: Banteaj Samré, Thommanon, Čosaj Tevoda a rané chrámy Preah Pithu v Angkoru; mimo Angkor jsou to: Beng Mealea a části Phanom Rung a Phimai.

### Kompozice

#### Vnější dispozice

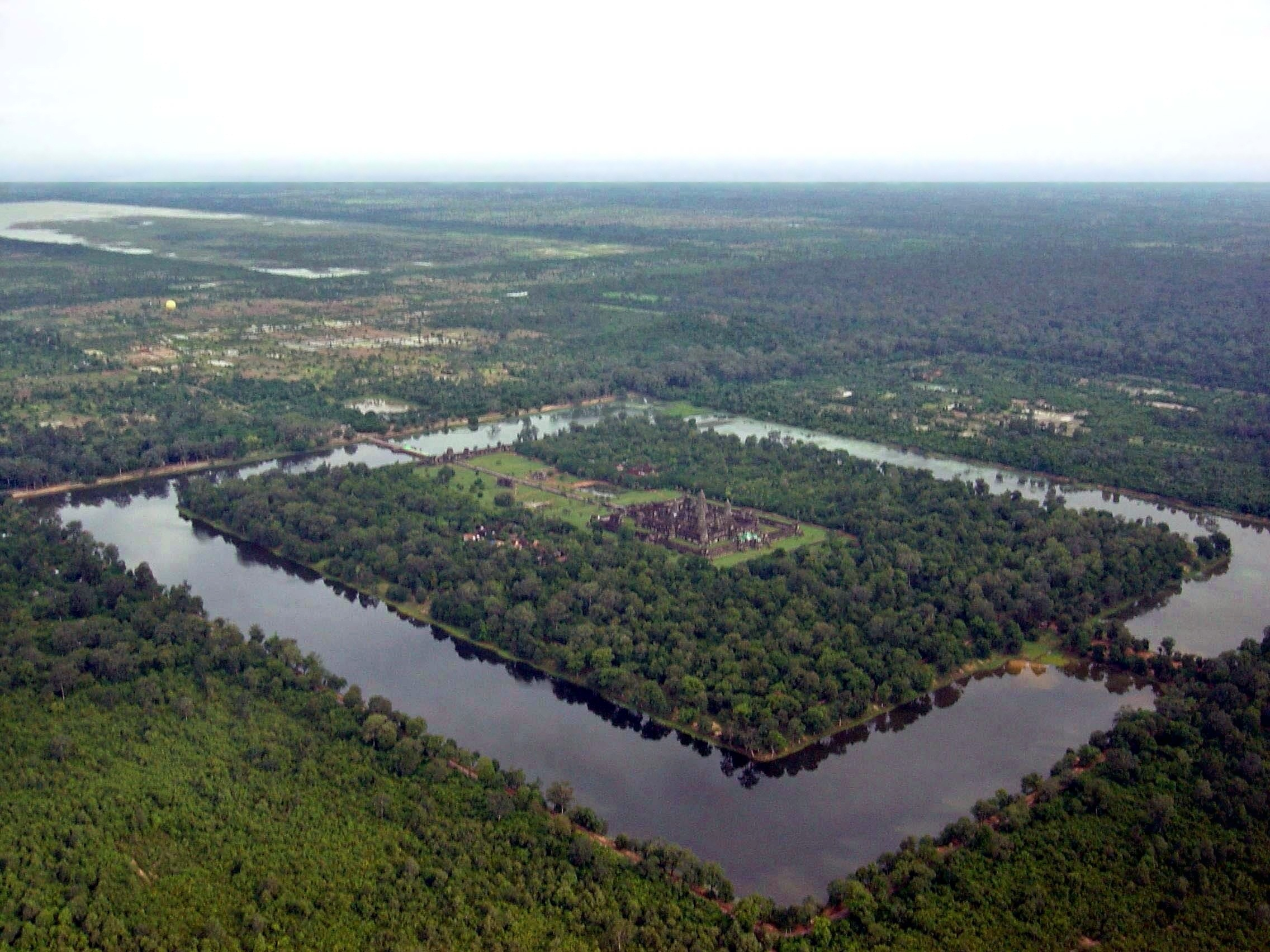
Letecký pohled na Angkor Vat

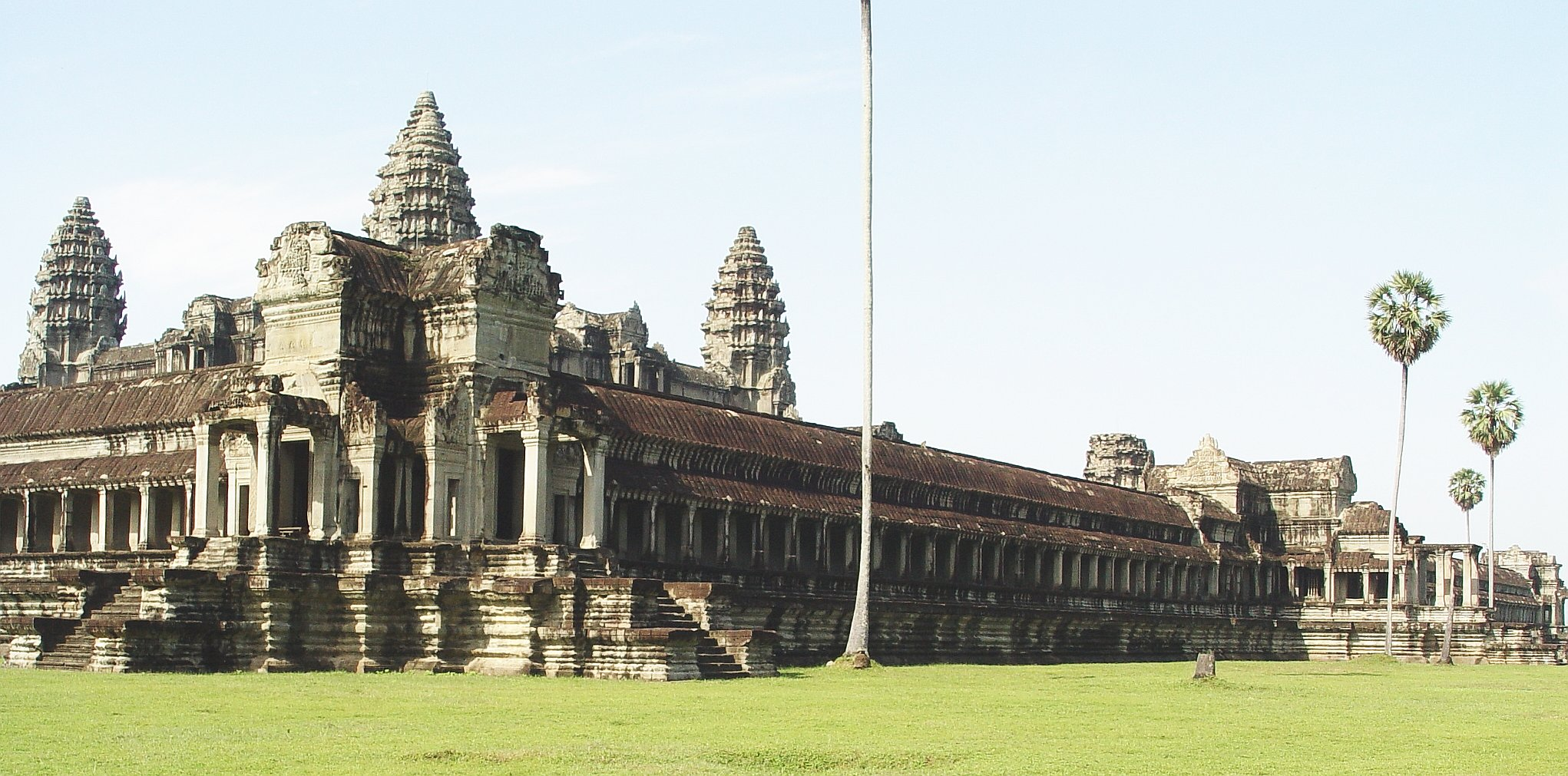
Chrám od severozápadu

Vnější obvodová zeď o délce 1024 × 802 m a výšce 4,5 m je dále obklopena 30 metry volné plochy a 190 metrovým vodním příkopem. Přístup k chrámu je možný po hliněném valu na východě a po pískovém náspu na západní straně. Tento násep, který je hlavním vchodem, je pravděpodobně náhradou za zaniklý dřevěný můstek. Na každé světové straně se u vstupu do samotného chrámu nachází malá vstupní budova, tzv. gopura. Největší je západní se třemi polorozpadlými věžičkami. Glaize zdůrazňuje, že tato gopura současně ukrývá i odkazuje na podobu vlastního chrámu. Při jižní věži se nachází socha boha Višnua, která dříve možná byla umístěna v centrální svatyni chrámu. Vedení cest a rozměry vstupních bran jednotlivých gopur naznačují, že byly využívány jako tzv. „sloní brány“, jelikož jejich rozměry byly vybudované tak, aby jimi tato mohutná zvířata prošla. Průchody v gopurách jsou z vnější (západní) strany postaveny na čtvercových pilířích a z vnitřní (východní) spočívají na zdi. Strop mezi pilíři je zdoben motivy lotosových květů, západní zdi jsou osazeny reliéfy tančících postav, východní zdi jsou dekorovány balustrádovými okny a reliéfy mužů vzpínajících se na divokých zvířatech.
Vnější zeď obklopuje plochu o celkové výměře 820 000 m2, na níž se dříve pravděpodobně nacházelo bývalé hlavní město s královským palácem. Stejně jako ostatní světské budovy komplexu Angkor, byly i tyto postaveny z materiálů rychle podléhající času, takže do dnešních dnů z tohoto města zůstaly pouze nejasné obvodové linie některých ulic. Většina tohoto prostoru je nyní pokryta lesem. Největší západní gopura je s centrálním chrámem spojena 350 m dlouhou dlážděnou cestou, lemovanou balustrádami nágů. Na každé straně této cesty se nalézá šestice schodišť, která vedla do dnes již neexistujícího města. Na každé světové straně tohoto komplexu se též nachází knihovna s vchodem na každé ze světových stran a se schodištěm k hlavnímu vstupu. Mezi knihovnami a samotným centrálním chrámem se nacházejí malá jezírka, která však byla do celkové kompozice přidána až v pozdější době.

#### Centrální kompozice

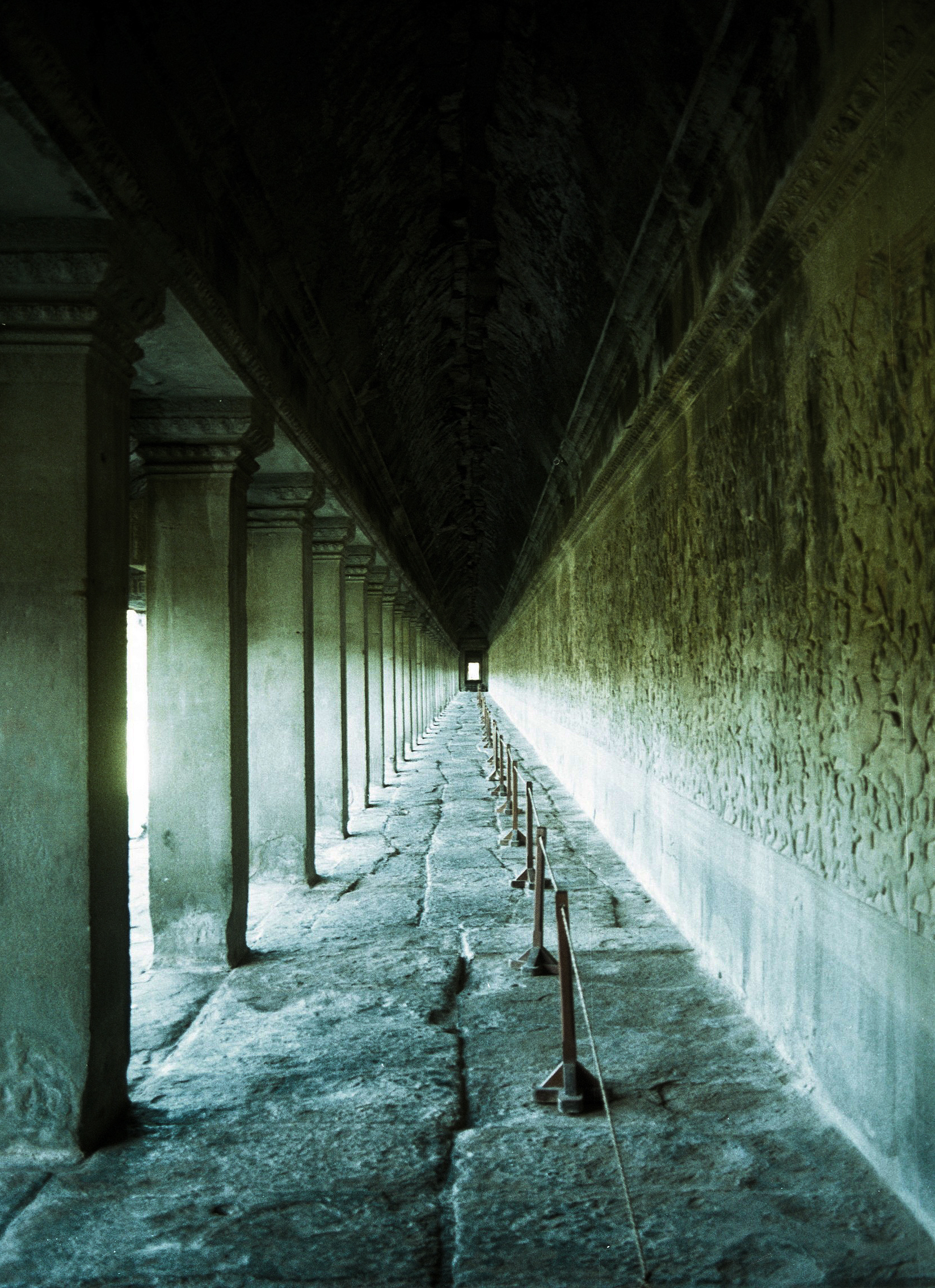
Jedna z galerií nacházející se v severozápadní části Angkor Vatu

Chrám se nachází na terasách, díky nimž je výše než okolní město. Sestává ze tří pravoúhlých balustrád stoupajících po patrech k centrální věži. Mannikkaová předpokládá, že jsou tyto chodby zasvěceny Brahmovi a Višnuovi. Každá z chodeb má vlastní gopuru a věže nacházející se v jejích rozích. Jelikož je celý chrám nasměrován na západ, jsou všechny jeho doplňující součásti otočeny zády k východu, což umožňuje využití každého místa na západní straně. Vnější balustráda zabírá plochu 187 × 215 m a v jejích rozích se nalézají malé besídky a věže. Vnější galerie je s balustrádou ve druhém patře na západě spojena křížovou chodbou zvanou Preah Poan (Místnost tisíce Buddhů). Poutníci zde během staletí zanechali řadu obrázků a portrétů Buddhy, ty však již byly před zraky veřejnosti uschovány. V této místnosti se také nachází řada nápisů pojednávajících o činech dobových osobností, které jsou většinou v khmérštině, barmštině a japonštině. Čtyři dvorky, nacházející se okolo křížové chodby, mohly být původně naplněny vodou.
Druhá a vnitřní galerie jsou navzájem propojeny další později dostavěnou křížovou chodbou. Od druhého patra výše jsou zdi chodeb bohatě zdobené dévaty, většinou v seskupeních po čtyřech. Ochoz druhého patra má rozměry 100 × 115 m a má pravděpodobně symbolizovat oceán rozkládající se okolo bájné hory Méru. Z ochozu směřují, směrem k rohovým věžím a gopurám vnitřní části, celkem tři sady schodišť na každé straně. Jejich značná strmost má symbolizovat těžkou dosažitelnost království bohů. 

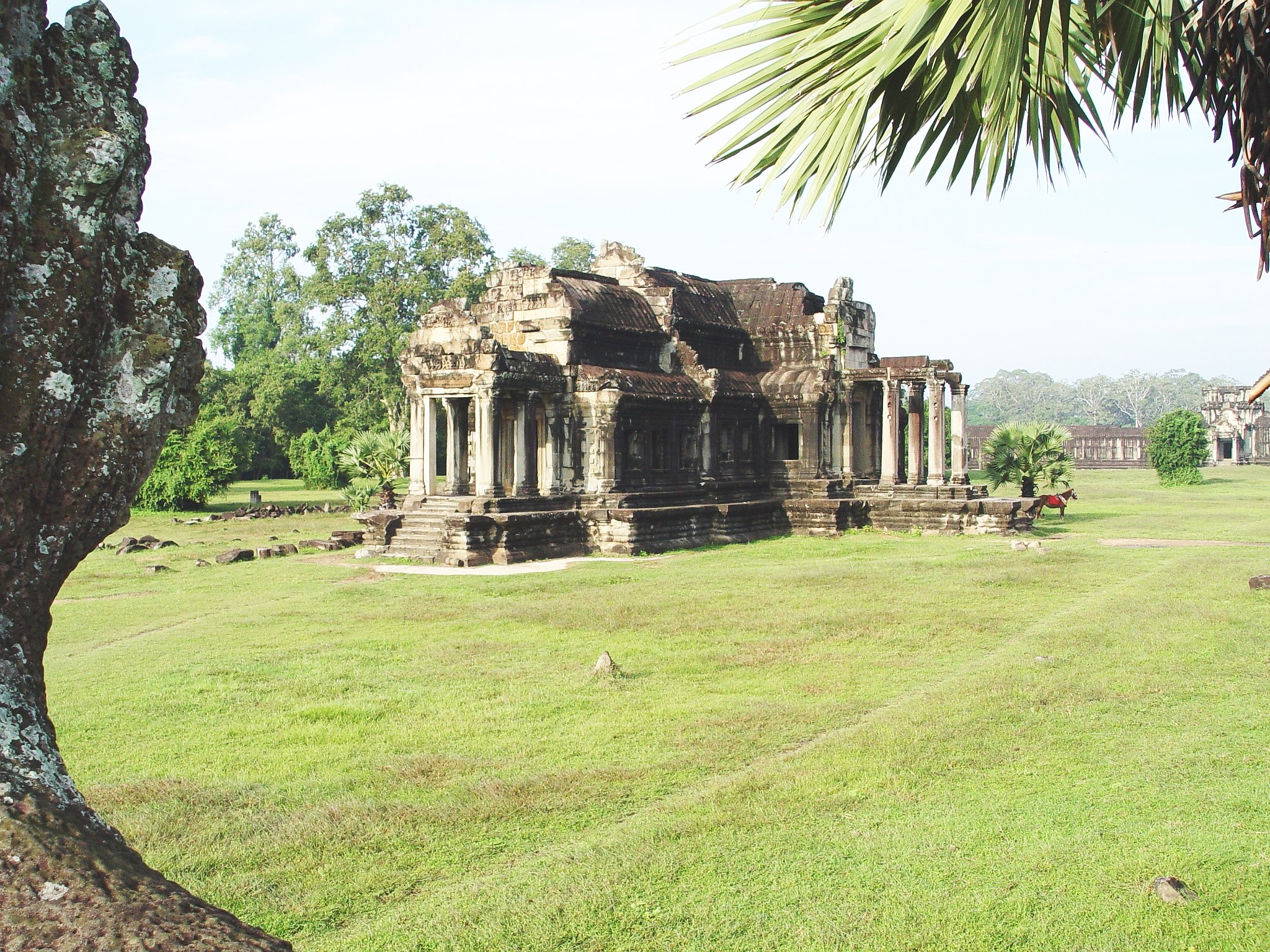
Jedna z tzv. knihoven, které jsou součástí komplexu Angkor Vat

Vnitřní galerie, zvaná Bakan, je tvaru čtverce a osovými galeriemi, které spojují jednotlivé gopury s centrální svatyní a s menšími svatyněmi nacházejícími se u rohových věží. Zastřešení chodeb je dekorováno motivy hada se lví nebo garudí hlavou. Vchody do galerií a svatyní jsou zdobeny řezbářsky zdobenými překlady a frontony. 43 m vysoká centrální věž se vypíná do výše 65 m nad okolním terénem. Na rozdíl od jiných podobných chrámů se však tato centrální věž vypíná do větší výšky než okolní čtyři. Samotná hlavní svatyně, v níž se původně nacházela Višnuova socha, měla původně otevřené vchody. Po úpravě chrámu pro potřeby théravádového buddhismu byla ovšem obestavěna zdí s reliéfy znázorňujícímu Buddhu. V roce 1934 objevil George Trouvé velkou jámu pod hlavní svatyní, naplněnou pískem a vodou, která měla sloužit k ukrytí velkého množství cenných předmětů. Tyto předměty byly nejspíše ukradeny, přesto zde však Trouvé našel pod dvoumetrovou vrstvou zeminy ukrytý velký, ze zlata vytepaný list.

#### Dekorace

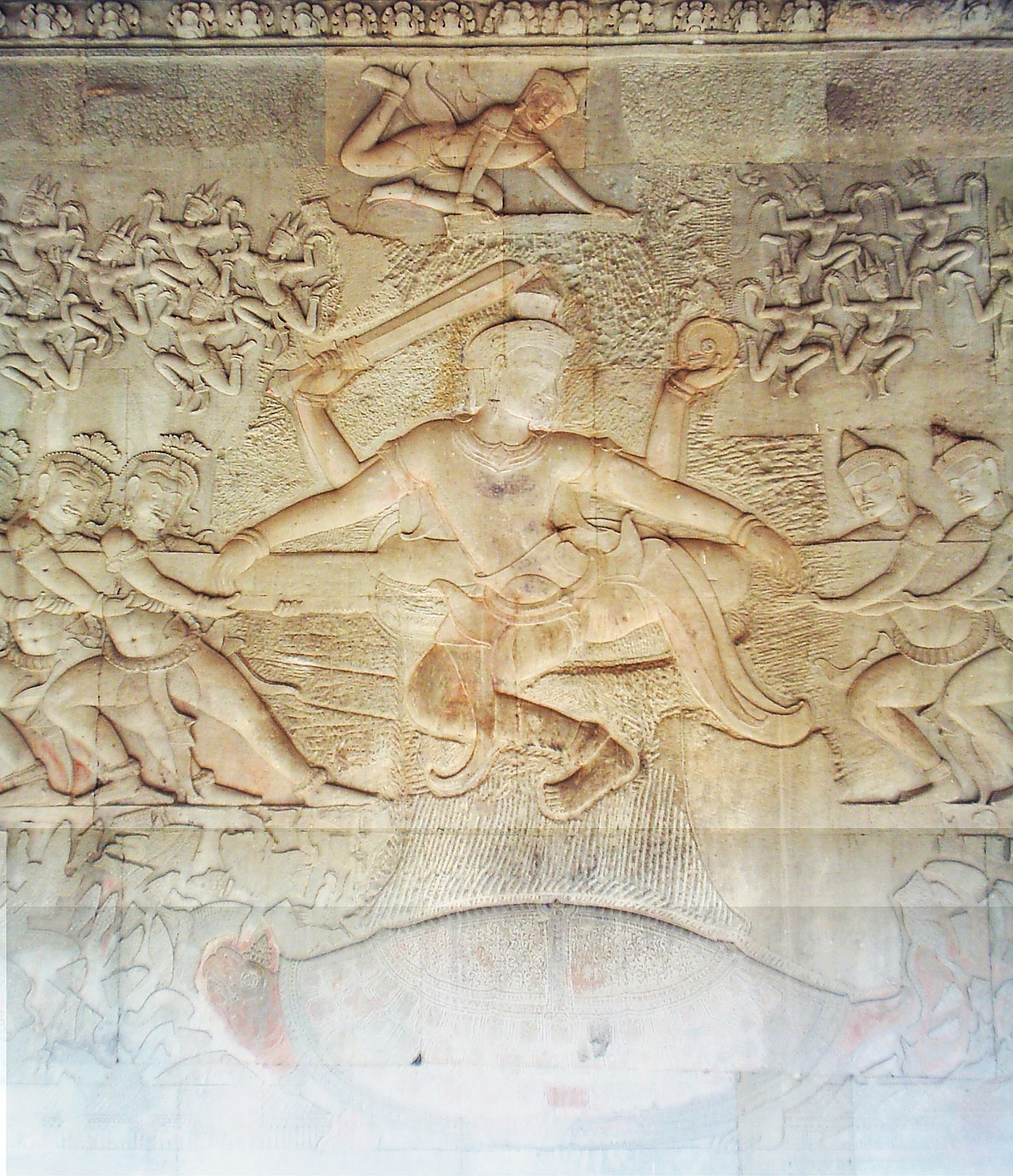
Basreliéf Víření moře mléka zobrazuje Višnua uprostřed, jeho avatára Kúrmu v želví podobě ve spodní části výjevu, po levé a pravé straně jsou asurové a dévové, nahoře je Indra a apsarasy

Jedním z důvodů, proč je Angkor Vat tolik obdivován, je i bohaté zdobení interiéru, tvořené především basreliéfy. Vnitřní stěny lemující vnější galerii jsou zdobeny výjevy z hinduistických psaných děl Mahábháraty a Rámájany. Higham tuto výzdobu pojmenoval jako největší lineární, z kamene vytesanou, výzdobu na světě. Ze severozápadního rohu západní galerie je na zdi proti směru hodinových ručiček vyobrazena bitva u Lanky (v níž Ráma poráží Ravanu) a bitva u Kurukšétry (výjev z Mahábháraty, který znázorňuje zničení klanů Kuruovců a Pánduovců). V jižní galerii je vyobrazena historická scéna, která zachycuje procesí krále Súrjavarmana II a 32 pekel a 37 nebes hinduistické mytologie. Glaize o tomto píše:
...ty nešťastné duše, vhozené do pekla vstříc nezměrnému utrpení, se jeví jako mírně disproporční vůči závažnosti činů, kterých se měly dopustit. Ti, kteří poškodili cizí majetek mají polámané kosti, nenasytové jsou rozčtvrceni, zloději rýže podstupují muka způsobená žhavým železem a ti, kteří kradli květiny v zahradě Šivově mají hlavy proražené hřebíky.
Ve východní galerii se nachází nejslavnější scéna Víření moře mléka, zobrazující 92 asurů, 88 dévů, které pod vedením boha Višnua používají hada Vásukiho k rozvíření moře. Tento výjev je následován vítězstvím Višnua nad asury. V severní galerii je zobrazeno Krišnovo vítězství nad Bánasurou a dále bitva hinduistických bohů proti asurům, přičemž je tato scéna, podle Glaize, nejméně kvalitní, co se kamenické práce týče.

## Současnost

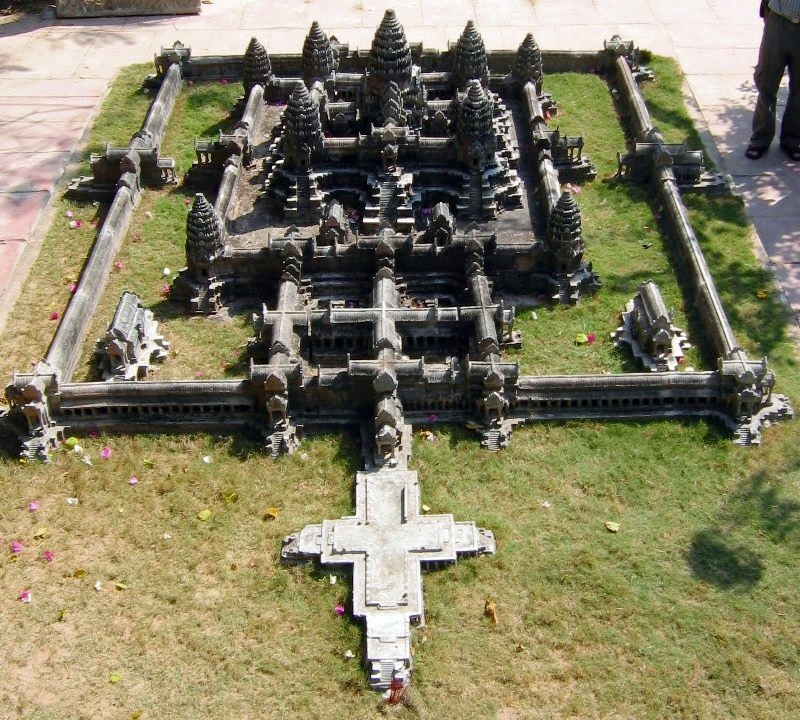
Přehledový zmenšený model Angkor Vatu

Od počátku 90. let 20. století zaznamenal Angkor Vat masivní vzestup zájmu ze strany turistů z celého světa. Roku 1992 byl Angkor zařazen na seznam světového dědictví, čímž památka získala přísun potřebných financí a zlepšení ochrany ze strany kambodžských úřadů. Na restauraci chrámu Angkor Vat v současnosti pracuje německá nezisková organizace, která se snaží o ochranu reliéfní výzdoby před poškozením a zničením. Z průzkumu, který tato organizace provedla, vyplynulo, že celkem 20 % reliéfní výzdoby bylo před započetím restauračních prací v dezolátním stavu, a to především působením eroze a zvětrávání stavebního materiálu, svůj díl na poškození však mají též předešlé, nešetrné pokusy o restauraci. K dalším restauračním projektům patří také plán na opravu zborcených částí komplexu a jejich následná fixace; například západní průčelí horního patra bylo roku 2002 podepřeno speciální nosnou konstrukcí a japonský tým restaurátorů mezitím dokončil opravu knihovny v severní části areálu. Fond světových monumentů (WMF) roku 2008 započal práci na opravě galerie, v níž se mimo jiné nachází reliéf Víření moře mléka.
Angkor Vat se stal jednou z turisticky nejnavštěvovanějších lokalit na světě. Podle odhadů tuto památku mezi lety 2004–2005 navštívilo asi 1 238 000 turistů, což je polovina všech, kteří Kambodžu navštívili. Cestovní ruch pro Angkor Vat představuje též dodatečný zdroj příjmů, i přesto je většina záchranných prací sponzorována zahraničními organizacemi spíše než kambodžskou vládou.